# Andrei Artamonowitsch Matwejew

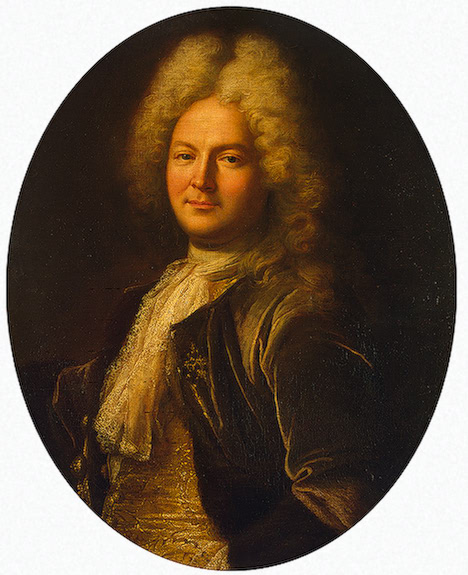
Andrei Artamonowitsch Matwejew (Hyacinthe Rigaud, 1706, Eremitage, St. Petersburg)

Andrei Artamonowitsch Matwejew (russisch Андрей Артамонович Матвеев; * 15. Augustjul. / 25. August 1666greg.; † 16. Septemberjul. / 27. September 1728greg.) war ein russischer Diplomat.

## Leben
Matwejew war der einzige Sohn des dem Zaren am nächsten stehenden Bojaren Artamon Sergejewitsch Matwejew und seiner Frau schottischer Herkunft Eudoxia Grigorjewna Chomutowa geborene Hamilton. Mit acht Jahren wurde er Seneschall bei Hofe. Nach dem Regierungsantritt Fjodors III. 1676 ging er mit seinem Vater in die Verbannung in Pustosersk und Mesen. Als er mit seinem Vater nach dem Tode Fjodors III. 1682 aus der Verbannung nach Moskau zurückkehrte, wurde kurz darauf sein Vater im Strelizen-Aufstand ermordet, während er sich zusammen mit Lew Kirillowitsch Naryschkin und anderen Verwandten Peters I. vor den Strelizen in das Matwejew-Haus retten konnte, wie er in seinen späteren Aufzeichnungen schrieb. Er musste wieder in die Verbannung gehen, obwohl die Strelizen nicht nach ihm suchten. Er beteiligte sich nicht an den Kriegsspielen Peters I. und erhielt eine ausgezeichnete Erziehung durch seine Lehrer Podborski und Nicolae Milescu Spătar, so dass er Fremdsprachen beherrschte und Latein sprach. 1684 heiratete er Anna Stepanowna Anitschkowa (1666–1699), Tochter des Seneschalls Stepan Alexandrowitsch Anitschkow, mit der er vier Kinder hatte.
Matwejew wurde 1691 Woiwode in der Dwina-Region, durch die der gesamte russische Handel mit Westeuropa ging, und 1693 in dem bedeutenden anderen Handelszentrum Jaroslawl. Nach der Entlassung aus diesem Amt übersetzte er Cesare Baronios Annales ecclesiastici a Christo nato ad annum 1198.
Nach der Großen Gesandtschaft Peters I. wurde Matwejew mit Pjotr Wassiljewitsch Kurbatow 1699 als außerordentlicher bevollmächtigter russischer Botschafter in der Republik der Sieben Vereinigten Provinzen nach Den Haag geschickt, wo sie als moskowitische Barbaren insbesondere nach der Niederlage bei Narwa gegen die Schweden missachtet wurden. Obwohl ihm nur geringe Finanzmittel zur Verfügung gestellt wurden, konnte er Waffen kaufen und ausländische Spezialisten für den Dienst beim Zaren anwerben. Seine Hauptaufgabe war zum einen, die Neutralität der Sieben Provinzen im Nordischen Krieg sicherzustellen, was ihm gelang. Zum anderen sollte er dafür sorgen, dass der Gesandte der Sieben Provinzen in Konstantinopel beim Friedensschluss nach dem Russisch-Türkischen Krieg half. Auch richtete er in Den Haag die erste geistliche Mission an einer russischen Gesandtschaft im Ausland ein, für die er den Erzbischof Athanasius Ljubimow von Cholmogory auswählte.
1705 schickte Peter I. Matwejew nach Paris, um Frankreich als Vermittler für einen Frieden mit den Schweden zu gewinnen. Auch bemühte er sich erfolglos um die Freigabe der festgesetzten russischen Handelsschiffe und einen Handelsvertrag. 1707 ging er nach London. Der Königin Anne schlug er eine Große Allianz vor und verhinderte die Anerkennung Stanislaus I. Leszczyńskis als König von Polen. Im Sommer 1708 wurde Matwejew aufgrund einer Klage eines Kreditgebers verhaftet, was die russische Regierung empörte. Trotz der Entschuldigung des Parlaments und der Königin war die Empörung des Diplomatischen Corps so groß, dass das Parlament die Act Preserving the Privileges of Ambassadors (April 21, 1709) beschloss, das weltweit erste Gesetz zur Sicherstellung der diplomatischen Immunität. 1710 überbrachte der englische Botschafter Charles Whitworth im Namen seiner Königin die offizielle Entschuldigung dem Zaren Peter I.
1712 wurde Matwejew von Den Haag als Nachfolger von Johann Christoph von Urbich nach Wien an den Hof des Römisch-deutschen Kaisers Karl VI. versetzt. Sein Nachfolger in Den Haag war Boris Iwanowitsch Kurakin. Vor dem Pruthfeldzug Peters I. in das Fürstentum Moldau bemühte sich Matwejew in Wien ohne Erfolg um gemeinsame Aktivitäten gegen die Türken. Trotzdem erhielt er 1715 beim Abschied von Wien vom Kaiser den Grafentitel, der dann auch von der russischen Regierung anerkannt wurde. Sein Nachfolger in Wien war Ludwik Kazimierz Łączyński.
Zurück in Russland wurde Matwejew zunächst an die Spitze der Navigationsschule und der Marine-Akademie gestellt. 1717 wurde er der erste Präsident des neuen Justizkollegiums in Moskau, das als oberstes Appellationsgericht fungierte. Vizepräsident war Hermann von Brevern. (1722 wurde das Justizkollegiums nach St. Petersburg verlegt mit Pjotr Matwejewitsch Apraxin als neuem Präsidenten.) 1719 wurde Matwejew Senator. 1724–1725 leitete er das Moskauer Senatskontor. 1726 überprüfte er die Verwaltung des Gouvernements Moskau und stellte in allen Städten Diebstahl und Unterschlagung fest. Die Täter wurden streng bestraft, und ein Sekretär einer Woiwodschaftskanzlei wurde sogar gehängt. Bei Hofe wurde dies als Willkür angesehen, was Matwejews Entlassung 1727 beschleunigte.
Matwejew hatte 1720 als seine zweite Frau Anastassija Jermilowna Argamakowa geheiratet, Witwe des Seneschalls Michail M. Argamakow und Mutter des neunjährigen Alexei Michailowitsch Argamakow. Sie unterstützte ihren Mann in allen seinen Angelegenheiten und gehörte zu den Hofdamen der Herzogin von Kurland Anna Iwanowna. Die Ehe blieb kinderlos.
Matwejew war ein sehr aktiver Westler mit der besten Privatbibliothek in Russland. Er hatte mehr als 1000 Bücher aus dem Ausland mitgebracht. Namentlich bekannt sind 136 Handschriften und 766 gedruckte Bücher, darunter 444 lateinische, 155 französische und 43 polnische. Kammerjunker Friedrich Wilhelm von Bergholz besuchte Matwejews Haus in Moskau und beschrieb dessen reiche Ausstattung mit vielen seltenen Gemälden. Seine Moskauer Hauskirche hatte Matwejew reich ausgestattet. Vermutlich auf Anfragen Peter Pawlowitsch Schafirows, der von Katharina I. mit einer Geschichte Peters I. beauftragt war, verfasste Matwejew in seinen letzten Lebensjahren eine etwas einseitige Beschreibung des Strelizen-Aufstands 1682 und der Ereignisse danach bis 1698 in einer schnörkelhaften Sprache voller lateinischer Redewendungen und Gallizismen. In seinem Tagebuch der inoffiziellen Mission an den französischen Hof (1705–1706) beschrieb er die politische Struktur der Regierung Ludwigs XIV., die prominenten Regierungspersonen, die Kunstdenkmäler und sogar die königlichen Mätressen und Geliebten.
Matwejew wurde in der St. Nikolai-Pfarrkirche in der Moskauer Bely Gorod neben seinem Vater beigesetzt. In dieser Kirche war bereits der Bojar Iwan Michailowitsch Miloslawski begraben worden, der den Strelizen-Aufstand 1682 initiiert hatte.
Matwejews zweite Tochter aus erster Ehe Marija galt als Favoritin Peters I. und heiratete 1720 General Alexander Iwanowitsch Rumjanzew. Ihr ältester Sohn Pjotr wurde schließlich Feldmarschall. Ihre zweite Tochter Darja heiratete in erster Ehe Graf F. I. Waldstein und in zweiter Ehe Fürst Juri Nikititsch Trubezkoi. Ihre jüngste Tochter Praskowja war Freundin Katharinas II. und heiratete Graf James Bruce.